# Luciano Garcia
Luciano Garcia (14 de outubro de 1978) é um músico brasileiro. É guitarrista solo da banda paulistana CPM 22, integrou também o Blind Pigs por um breve período. Além de guitarrista, o músico também é compositor e produtor musical.

## Carreira
Luciano começou sua carreira profissional em 2000, junto do grupo CPM 22 como guitarrista, em 2008 após a saída de Wally da banda, Luciano ficou como guitarrista solo até o ano de 2013, quando entrou Phil Fargnoli na segunda guitarra. Com a banda ele gravou 10 álbuns, sendo 7 de estúdio, 2 ao vivo, e 1 acústico (também ao vivo). 
Luciano se apresentou em vários locais como Estados Unidos, Japão, e alguns paises da Europa. Ganhou em 2008 um dos mais importantes prêmios da música mundial, o Grammy Latino de Melhor Álbum de Rock do Ano. Em 2015 tocou no Palco Mundo do Rock in Rio em comemoração aos 20 Anos da Banda.
Luciano também é compositor, escreveu várias músicas do grupo, tais como "Perdas", "O Chão que ela pisa", "O Mundo da Voltas", "Tarde de Outubro", "Vida ou Morte", "Cavaleiro Metal", "Desconfio" , "Sonhos e Planos", "Atordoado", "Hospital do Sofredor" e  "Abominável", além da música "Pra Sempre" feita em 2013 como homenagem para sua irmã falecida no mesmo ano.

## Discografia

### Blind Pigs
- 1997 - "São Paulo Chaos".

### CPM 22
| Álbuns | Álbuns                               |
| Ano    | Título                               |
| ------ | ------------------------------------ |
| 2000   | A Alguns Quilômetros de Lugar Nenhum |
| 2001   | CPM 22                               |
| 2002   | Chegou a Hora de Recomeçar           |
| 2005   | Felicidade Instantânea               |
| 2007   | Cidade Cinza                         |
| 2011   | Depois de um Longo Inverno           |
| 2017   | Suor e Sacrifício                    |

| Álbuns ao vivo | Álbuns ao vivo                |
| Ano            | Título                        |
| -------------- | ----------------------------- |
| 2006           | MTV ao Vivo                   |
| 2013           | CPM 22 - Acústico             |
| 2016           | CPM 22 ao Vivo no Rock in Rio |

| Coletâneas | Coletâneas               |
| Ano        | Título                   |
| ---------- | ------------------------ |
| 2007       | Sem Limite (álbum duplo) |
| 2015       | CPM 22 - 20 Anos         |

| DVDs | DVDs                          |
| Ano  | Título                        |
| ---- | ----------------------------- |
| 2003 | CPM 22 - O Vídeo (1995/2003)  |
| 2005 | Felicidade Instantânea        |
| 2006 | MTV ao Vivo                   |
| 2013 | CPM 22 - Acústico             |
| 2016 | CPM 22 ao Vivo no Rock in Rio |

## Prêmios
- 2005- Meus Prêmios Nick, Banda Favorita (CPM 22).
- 2005- Meus Prêmios Nick, Melhor Música (um minuto para o fim do mundo).
- 2005- Melhores do Ano, Melhor Grupo (CPM 22).
- 2006- Melhores do Ano, Melhor Grupo (CPM 22).
- 2007- Prêmio Multishow, Melhor DVD (MTV AO VIVO).
- 2008- Grammy Latino, Melhor Álbum de Rock Brasileiro (Cidade Cinza).
- 2013- Site Uol, Melhor Disco de Rock de 2013 ( CPM 22 - Acústico ).
- 2014- Prêmio Rock Show, Melhor DVD do Ano (CPM 22- Acústico)

#### Certificados por vendas de disco
- 2001- Cpm 22- ABPD
- 2002- Chegou a Hora de Recomeçar!  ABPD
- 2005- Felicidade Instantânea - ABPD
- 2006- MTV Ao Vivo - ABPD